# Sarah Miles

Imagem (retocada) de Sarah Miles em Blowup (1966)

Sarah Miles (Ingatestone, Essex, 31 de dezembro de 1941) é uma atriz britânica nascida na Inglaterra.
Foi indicada ao Oscar, ao BAFTA e ao Globo de Ouro na categoria de melhor atriz em 1971 por Ryan's Daughter (1970).
Outros filmes em que participou foram Term of Trial (1962), The Servant (1963), The Ceremony (1963), Those Magnificent Men in Their Flying Machines or How I Flew from London to Paris in 25 hours 11 minutes (1965),  Blowup (1966), Lady Caroline Lamb (1972), The Sailor Who Fell from Grace with the Sea (1976), The Big Sleep (1978), Ordeal by Innocence (1984), White Mischief (1987) e Hope and Glory (1987), entre outros.
Casou duas vezes com o dramaturgo e roteirista Robert Bolt, de 1967 a 1975, e após o divórcio reataram em 1988, ficando casados até a morte dele em 20 de fevereiro de 1995. Tiveram um filho.